# Cerynea igniaria
Cerynea igniaria är en fjärilsart som beskrevs av George Francis Hampson 1898. Cerynea igniaria ingår i släktet Cerynea och familjen nattflyn. Inga underarter finns listade i Catalogue of Life.